# Лібертатя (Келераш)
Лібертатя (рум. Libertatea) — село у повіті Келераш в Румунії. Входить до складу комуни Дікісень.
Село розташоване на відстані 113 км на схід від Бухареста, 15 км на північний схід від Келераші, 91 км на захід від Констанци, 135 км на південь від Галаца.